# Annay-sur-Serein
Annay-sur-Serein là một xã thuộc tỉnh Yonne vùng Bourgogne-Franche-Comté miền Trung-Bắc nước Pháp.